# Angélique du Coudray
Angélique Marguerite Le Boursier du Coudray (Clermont-Ferrand, 1712–Burdeos, 17 de abril de 1794) fue una matrona francesa. Fue la primera matrona en enseñar el «arte del parto» en público y fue una de las que, a partir de la segunda mitad del siglo XVIII, promovió la formación de matronas en cursos a fin de que sustituyeran a las matronas formadas con la práctica.

## Biografía
Du Coudray nació en una familia eminente de médicos. Fue alumna de Anne Bairsin, maestra partera, durante tres años. Recibió su diploma el 26 de septiembre de 1739 y poco después se convirtió en comadrona jurada. Después de haber sido maestra partera en el Châtelet de París durante dieciséis años, volvió a Auvernia en 1754 y comenzó a dar cursos gratuitamente.
Para hacer prácticos sus cursos, inventó un maniquí (de madera, cartón, tela y algodón) que reproducía a tamaño natural la pelvis de una mujer durante el parto y permitía diferentes manipulaciones; en 1758 fue reconocida por la Academia de Cirugía. El administrador de Auvernia, que la encontró «muy hábil y de buena voluntad», decidió que las principales ciudades de su provincia debían disponer de un maniquí.
Luis XV le concedió en 1759 un diploma y una pensión, y le pidió que enseñara partería a las campesinas en un intento por reducir la mortalidad infantil. A partir de ahí fue a dar cursos por todo el reino. A los cuarenta y cinco años de edad, y durante casi un cuarto de siglo (hasta 1783), a pesar de los problemas de gota y obesidad que sufría, viajó por toda la Francia rural y formó a más de cinco mil mujeres, que a su vez formaron a miles más. Enseñó también a quinientos cirujanos y médicos varones. Consiguió abrir casas de maternidad en muchas ciudades grandes. El método «simple, claro y exacto» de Du Coudray, «su paciencia y su celo», le valió estima y consideración. A través de su esfuerzo educativo, Du Coudray se convirtió en una sensación nacional y en un símbolo internacional del avance médico francés.
En 1789, Du Coudray con 74 años vivía con su sobrina, Coutanceau. La llegada de la Revolución le suscitó la preocupación de que la educación de las matronas ya no fuera una prioridad. Coutanceau, su sobrina, presentó una memoria a la Asamblea Nacional para recordar su importancia. Citó el caso de La Fayette, cuyo nacimiento casi milagroso se lo debía a Du Coudray. La Fayette caería pronto y Alphonse Leroy, un viejo enemigo, se manifestó, denunciando la ignorancia de supuestamente todas las comadronas y hablando con desprecio de la 'señorita' que enseñaba a dar a luz con una muñeca. Vicq de Azyr inició una investigación y las provincias se pronunciaron en gran medida a favor de Du Coudray. Al mismo tiempo, la brecha se ampliaba entre aquellos que querían reservar el parto para los hombres y las mujeres, que querían libertad total. Se anularon los títulos: cualquiera podía decirse a sí mismo 'responsable de sanidad'. Por otra parte, el Estado se empobreció y la pensión que tenía asignada ya no le llegó. Du Coudray tuvo que vender sus posesiones para atender sus necesidades.
Ayudada por su marido, Coutanceau, que no había recibido ningún dinero de París desde que presentó su escrito, mantuvo la llama encendida. El 13 de julio de 1793 se convirtió, antes que su marido, en la primera directora de una maternidad que acababa de fundarse. Se estableció la etapa del Terror. Durante este periodo, ambas mujeres obtuvieron un certificado de responsabilidad cívica. Un día, en ausencia de su sobrina y su marido, Du Coudray murió, al parecer de vejez aunque muchos eruditos sospechan que fue asesinada durante la noche por el apoyo que recibió del rey Luis XV.

## Contribuciones

### La 'máquina'

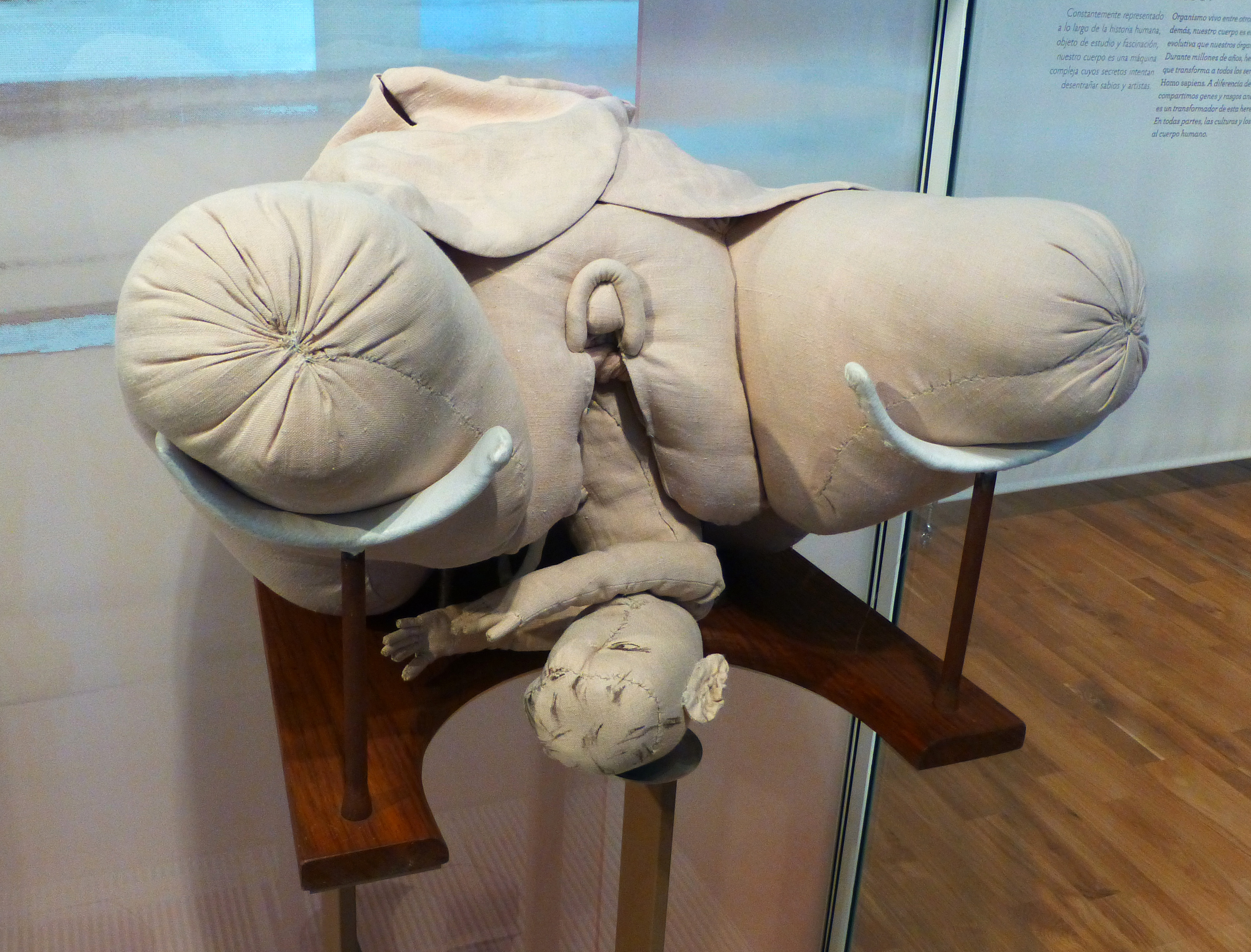
La « máquina » de du Coudray.

Du Coudray inventó un maniquí (llamado "La máquina de Madame Du Coudray") como forma de explicar conceptos y hacer prácticas para atender a un parto real. En la foto, tomada en el Musée de l'Homme en 2016, se muestra una réplica exacta realizada en 2004 por Rebecca Campeau. Estaba diseñada para ayudarla en sus demostraciones y permitir practicar a los estudiantes durante sus dos meses de formación, y el maniquí era muy detallado y preciso. Este: 

"representaba la pelvis, el útero, el orificio, los ligamentos, la vagina, vejiga e intestino rectal de una mujer. Añadí un modelo infantil de tamaño natural, cuyas articulaciones hice lo suficientemente flexibles para colocarlas en diferentes posiciones, una columna vertebral, con las membranas, y la demostración de las aguas que contienen, el cordón umbilical, compuesto por sus dos arterias, y la vena, dejando una mitad seca, y la otra hinchada, para imitar el cordón de un niño muerto, y el de un niño vivo, al que podemos sentir el latir de los vasos que lo componen. Añadí el modelo de la cabeza de un niño separada del tronco, cuyos huesos del cráneo pasaban unos sobre otros"
Rebecca Campeau

### Compendio del arte del parto
Publicado en 1752 el Compendio del arte de los partos, será su manual escolar.
La segunda edición, publicada en 1769, destaca por ser el primero en ser ilustrado con 26 grabados en color a través de la técnica del grabado a buril.

## Lugar en la historia

### La demografía
La contribución más evidente, por la que es mencionada a menudo, es su rol en el aumento de la demografía. Gelbart escribió :

"Ahora sabemos que, aunque Francia temía el declive, su población aumentó durante el siglo XVIII de 20 a 27 millones de habitantes; los demógrafos han fijado el año 1750 como el inicio de esta transformación, cuando se produjo un marcado aumento de la esperanza de vida de los recién nacidos. Los historiadores no reconocen el papel de Madame du Coudray en este evento (y ni siquiera lo mencionan),..."
N. R. Gelbart

### Extensión del campo de la medicina
La ideología de la época no se limitó al natalismo. Debemos escuchar las historias de horror que contaban en aquella época sobre las parteras ignorantes del campo, y el tono que se usaba para hablar de ellas, incluida Du Coudray. A partir de un «asunto de mujeres» en el que la matrona ayuda a la joven inexperta, el parto se convierte en un «arte» accesible a través de cursos y coronado por diplomas, en el que el hombre, el médico, asume el liderazgo. El hecho de que sean las mujeres las que den a luz hace que la extensión del dominio de la medicina sea particularmente visible al mostrar, por una vez, a los hombres que siguen cursos de mujeres, quienes, a cambio, reconocen el lugar eminente del médico, llamado como último recurso.

## Obras
- [Abreviado] Compendio del arte del parto : en el que se dan los preceptos necesarios para su correcta puesta en práctica, y al que se adjuntan varias observaciones interesantes sobre casos concretos
  - Ediciones en línea : 1759 ; 1769 ; 1785
  - Onderwys voor de leerlingen in de vroed-kunde ofte konst der kinder-bedden […], traducción neerlandesa de F. D. Vandaele, 1775[13]

## Homenajes
- Hay una calle Angélique du Coudray en Thorigné-Fouillard e igualmente una calle Madamme-du-Coudray en Clermont-Ferrand, su ciudad natal.
- La maternidad del hospital de Melun (77) lleva también su nombre.

## Anexos